# Hyatt Regency San Francisco
Hyatt Regency San Francisco es un hotel ubicado al pie de Market Street y The Embarcadero en el Distrito Financiero de San Francisco, California. El hotel es parte del desarrollo Embarcadero Center de Trammell Crow, David Rockefeller y John Portman.
El crítico de arquitectura del San Francisco Chronicle, John King, ha descrito el edificio de 1973 como un «templo del urbanismo hermético» en un estilo de «ciencia ficción autónoma» que en 2016 se había vuelto «anticuado», aunque sigue siendo «visualmente deslumbrante, de una manera futurista». El Regency Club Lounge fue una vez el Equinox, un restaurante giratorio en la azotea, pero ahora es un club de élite estacionario para ciertos huéspedes del hotel que ofrece vistas de 360 grados de la ciudad y la bahía. El atrio tiene el récord mundial Guinness (a partir de 2012) para el vestíbulo de hotel más grande, con una longitud de 107 metros, un ancho de 49 metros y una altura de 52 metros (15 pisos).

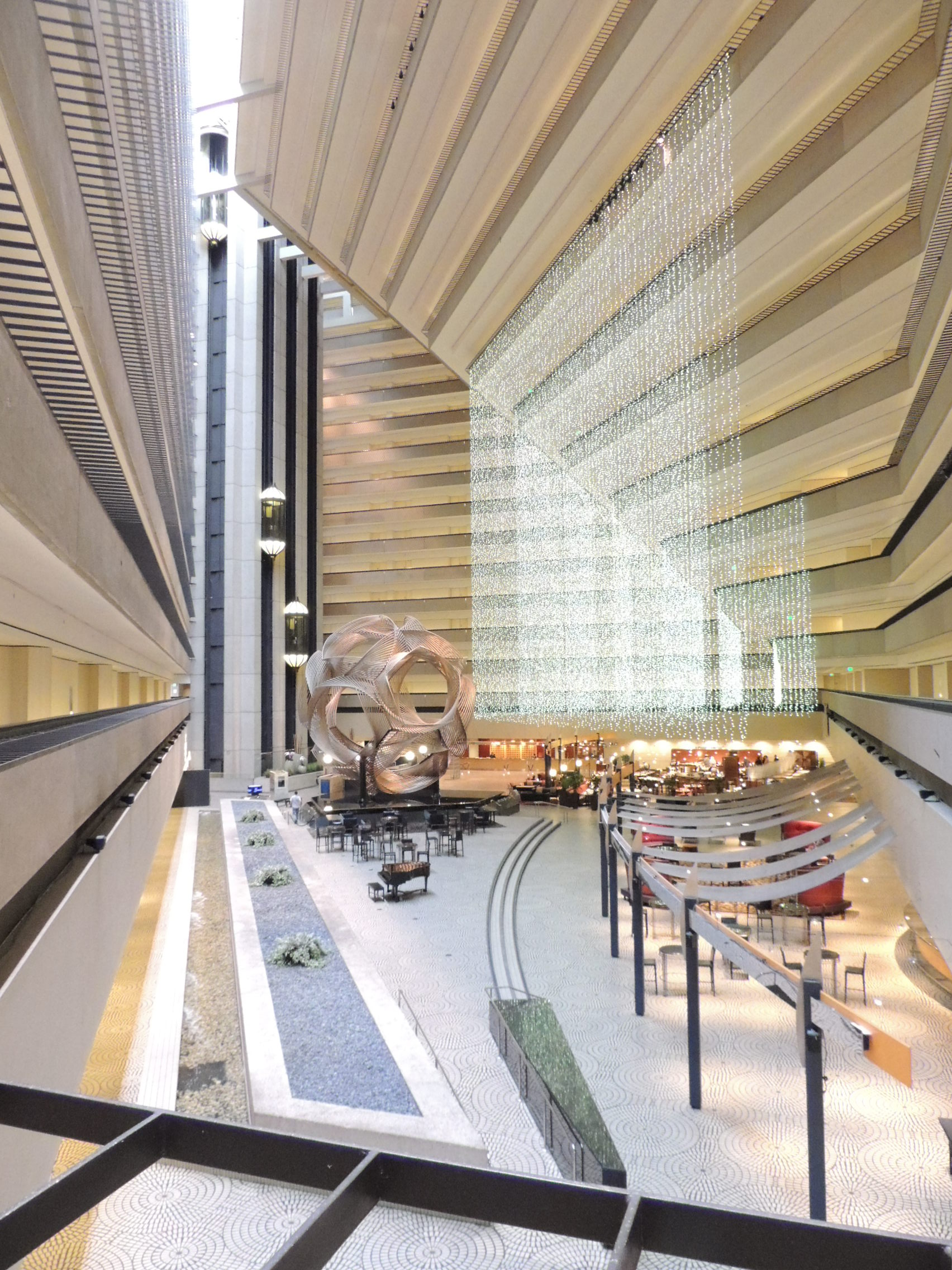
El atrio del Hyatt Regency SF

## Historial de propiedad
El edificio fue vendido por su propietario, Strategic Hotel Capital LLC, en enero de 2007 por cerca de 200 millones de dólares a Dune Capital Management y DiNapoli Capital Partners, aproximadamente 250.000 dólares por cada una de las 802 habitaciones del hotel. En diciembre de 2013, Sunstone Hotel Investors, Inc., con sede en Aliso-Viejo, CA, compró el hotel por 262 millones de dólares.

## En la cultura popular
El vestíbulo del atrio del Hyatt Regency sirvió como vestíbulo de la Torre de Cristal en The Towering Inferno de 1974. Se construyeron réplicas de los elevadores en forma de píldora característicos de John Portman para su uso en la película y se muestran en todas partes, incluso en una secuencia extendida en la que uno es levantado de la torre golpeada en helicóptero. El hotel también apareció en la comedia de Mel Brooks High Anxiety de 1977, la película Telefon de 1977 y en Time After Time, una historia de H. G. Wells persiguiendo a Jack el Destripador hacia el futuro de 1979.

## Lectura más lejana
- Doar, D. (May 1974). «L'hôtel "Hyatt Regency" à San Francisco (Etats-Unis)». Acier = Stahl = Steel (en francés) (Centre Belgo-Luxembourgeois d’Information de l’Acier) 39: 199-205.